# ジック
ジック株式会社（英:SICK JAPAN）は、東京都中野区に本社を置く、制御機器の輸入・販売・及びサポートを行う企業。本社はSICK AG（独）。

## 概要
産業アプリケーション用センサ製品の開発・製造と、センサソリューションの世界的なリーディングカンパニー、1946年創業のドイツのSICK AG社100%出資による日本法人。事業分野は自動車・消費財・食品等工場用のファクトリーオートメーション、物流・交通等のロジスティクスオートメーション、石油、ガス、発電所等のプロセスオートメーション。物流分野で使われるセンサ製品については、日本国内トップシェアである。　2016年、日本の経済産業省がドイツ経済エネルギー省との間で、協力に係る共同声明への署名を行った、IoT/インダストリ4.0。IoT化により全てがネットワーク化されることで、その要素部品としての近接センサ、RFIDや要素技術としての自動認識は市場拡大の方向にあろう。ジックはそのインダストリ4.0に対応した製品を発売している。

## 沿革
- 1987年 - SICK AG社（独）の日本法人として東京本社ジック・オプティック・エレクトロニック株式会社設立
- 2000年 - ジック株式会社に社名変更
- 2003年 - 大阪営業所設立
- 2004年 - 名古屋営業所設立
- 2006年 - 神奈川県相模原市淵野辺にテストラボ開設
- 2006年 - 西日本事業所（神戸）設立
- 2014年 - 東京本社を中野坂上に移転
- 2014年 - 24時間365日稼働の保守対応用コールセンターを開設
- 2016年 - 2カ所の技術開発拠点、本社ビジョンソリューションセンター、神戸ローカルコンピテンスセンター（技術センター）設立[3]

## 主な商品
- 産業用センサ・検出系
  - 光電センサ、近接センサ、静電容量センサ、磁気センサ、カラーマークセンサ、エリアセンサ、アブソリュートロータリーエンコーダ、インクリメンタルロータリーエンコーダ、リニアエンコーダ
- セーフティシステム
  - セーフティ・レーザスキャナ、セーフティ・ライトカーテン、セーフティ・マルチビームセンサ、セーフティ・カメラシステム、セーフティ・アクチュエータ付きセーフティスイッチ、非接触セーフティ・スイッチ、セーフティ・コントローラ/ リレー
- ビジョンセンサ
  - ビジョンセンサ、バーコードスキャナ、2Dコードリーダ/スキャナ
- 自動認識・レーザ測定システム
  - 自動認識システム、カメラスキャナ、RFID
- 距離センサ/レンジセンサ
  - 距離センサ　短・中距離タイプ/長距離タイプ、光空間伝送、超音波センサ、レンジセンサ・インドア/アウトドア
- 発電所
  - 流体センサ、交通センサ、分析ソリューション
- オイルとガス
  - 粉塵測定装置、超音波ガス流量計、ガス分析装置